# Pokémon Emerald
Pokémon Emerald Version (яп. ポケットモンスター エメラルド, Покэтто Монсута: Эмэрарудо, «Покемон: Смарагдова версія») — японська рольова гра з серії Pokémon, розроблена студією Game Freak і видана спільно Nintendo і The Pokémon Company на портативній ігровій консолі Game Boy Advance. Гра є доповненою версією ігор Pokémon Ruby і Sapphire, що вийшли двома роками раніше. Як і Pokémon Crystal, Emerald включає в себе багато нововведень, яких не було в оригінальних іграх.
У порівнянні з попередніми іграми геймплей майже не змінився; в розпорядження гравцеві дається головний герой — хлопчик чи дівчинка, так само, як це було в попередніх іграх серії. Залишалась також і мета гри: спіймати всіх доступних покемонів і перемогти найкращих тренерів регіону — так звану Елітну четвірку. Основна сюжетна лінія включає боротьбу з місцевими кримінальними організаціями, які бажають отримати контроль над регіоном.
У 2005 році гра стала другою за обсягами продажів у Північній Америці. Крім того, вона стала другим за обсягами продажів бестселером для Game Boy Advance, поступившись тільки оригінальним Ruby і Sapphire. Emerald стала фінальною грою основної серії, що вийшла на консолях лінійки Game Boy.